# A medio vivir
A medio vivir (с исп. — «Посередине жизни») — третий студийный альбом пуэрто-риканского поп-певца Рики Мартина, записанный на испанском языке и выпущенный 19 сентября 1995 года в США. В 2002 году был переиздан под названием «Colección de Oro». Альбом был распродан тиражом более 3 млн копий по всему миру, из них 1,3 млн было распродано в Европе.

## Продажи
Сначала A Medio Vivir был выпущен в странах Латинской Америки в 1995 году. Он достиг 11 строки в американском чарте Top Latin Albums. Пять песен с этого альбома попали в чарт Hot Latin Songs, включая синглы «María» и «Volverás» (достигли 6-й строки), «Te Extraño, Te Olvido, Te Amo» (9-я строка), «Nada es Imposible» (23-я строка) и «A Medio Vivir» (36-я строка). Альбом 6 раз получал платиновый статус в Аргентине.
В 1996 году сингл «María» дебютировал в американском чарте Billboard Hot 100, достигнув 88-й строки. Альбом был распродан числом более 287,000 копий в США и получил золотой статус RIAA с продажами в 500,000 копий. В том же году «María» попала в чарт Испании и Финляндии, а «A Medio Vivir» попал в топ-10 в обеих странах. Он получил 4 платиновых статуса в Испании и золотой статус в Финляндии.
Однако, настоящий международный прорыв произошёл в 1997 году, когда «María» стал хитом по всей Европе. Песня «A Medio Vivir» дебютировала в чартах различных стран, попав в топ-10 во Франции. Альбом получил платиновый статус от IFPI, после продаж 1 млн копий в Европе, а также платиновый статус во Франции и золотой в Бельгии и Швейцарии.
После успеха песни «María», «Te Extraño, Te Olvido, Te Amo» была выпущен вторым международным синглом. Песня достигла топ-10 во Франции. «Volverás» был выпущена третьим синглом и достигла 48 строки во Франции. «Corazón» была выпущена в Финляндии и достигла 20-й позиции в чартах.

## Europa: European Tour
Видеозаписи выступлений в Европе в 1997 году вышли на DVD под названием Europa: European Tour. В состав диска вошли песни, исполненные в Германии, Испании, Италии и Франции.

## Список композиций
Продюсером всех песен стал К. К. Портер и Ян Блейк, за исключением «María» (Spanglish Radio Edit) которая была ремиксована/продюсирована Хавьером Гарзой и Пабло Флоресом.
| №   | Название                        | Автор(ы)                                                  | Длительность |
| --- | ------------------------------- | --------------------------------------------------------- | ------------ |
| 1.  | «Fuego de Noche, Nieve de Día»  | Ян Блейк / K.C. Портер / Луис Гомес Эсколар               | 5:30         |
| 2.  | «A Medio Vivir»                 | Франко де Вита                                            | 4:42         |
| 3.  | «María»                         | Ян Блейк / K.C. Портер / Луис Гомес Эсколар               | 4:23         |
| 4.  | «Te Extraño, Te Olvido, Te Amo» | Карлос Лара                                               | 4:41         |
| 5.  | «Dónde Estarás»                 | Кристофер Сансано / Моника Наранхо / Хосе Ногерас         | 3:52         |
| 6.  | «Volverás»                      | Ян Блейк / K.C. Портер / Луис Гомес Эсколар / Рики Мартин | 4:52         |
| 7.  | «Revolución»                    | Ян Блейк / K.C. Портер / Луис Гомес Эсколар               | 3:50         |
| 8.  | «Somos La Semilla»              | Ян Блейк / K.C. Портер / М. Тена                          | 3:56         |
| 9.  | «Cómo Decirte Adiós»            | Марко Флорес                                              | 3:00         |
| 10. | «Bombón De Azúcar»              | Карлос Ролон / Г. Лауреано / Х. Энгель / М. Килпатрик     | 4:58         |
| 11. | «Corazón»                       | K.C. Портер / Л. Энгель                                   | 4:20         |
| 12. | «Nada es Imposible»             | Алехандро Санс                                            | 4:22         |

| №   | Название                       | Автор(ы)                                    | Длительность |
| --- | ------------------------------ | ------------------------------------------- | ------------ |
| 13. | «María» (Spanglish Radio Edit) | Ян Блейк / K.C. Портер / Луис Гомес Эсколар | 4:31         |

| №   | Название                              | Автор(ы)                                           | Длительность |
| --- | ------------------------------------- | -------------------------------------------------- | ------------ |
| 14. | «Corazón» (JS16 Radio Edit)           | K.C. Портер / Луис Энжел                           | 4:07         |
| 15. | «Dónde Estarás» (Moon Mix Radio Edit) | Кристобаль Сансано / Моника Наранхо / Хосе Ногерас | 4:47         |

## Чарты и сертификации
| Чарт (1995)                   | Наивысшая позиция |
| ----------------------------- | ----------------- |
| US Billboard Top Latin Albums | 11                |
| US Billboard Latin Pop Albums | 6                 |
| Чарт (1996)                   | Наивысшая позиция |
| Finnish Albums Chart          | 10                |
| Spanish Albums Chart          | 7                 |
| Чарт (1997)                   | Наивысшая позиция |
| Austrian Albums Chart         | 22                |
| Belgian Flanders Albums Chart | 35                |
| Belgian Wallonia Albums Chart | 10                |
| Dutch Albums Chart            | 27                |
| French Albums Chart           | 8                 |
| German Albums Chart           | 20                |
| Hungarian Albums Chart        | 25                |
| Swedish Albums Chart          | 51                |
| Swiss Albums Chart            | 12                |

| Чарт (1996)                   | Позиция |
| ----------------------------- | ------- |
| US Billboard Top Latin Albums | 13      |
| US Billboard Latin Pop Albums | 10      |
| Чарт (1997)                   | Позиция |
| Belgian Wallonia Albums Chart | 46      |
| French Albums Chart           | 35      |
| Swiss Albums Chart            | 47      |
| US Billboard Top Latin Albums | 37      |
| Чарт (2000)                   | Позиция |
| Finnish Albums Chart          | 101     |

## Продажи и сертификации
| Регион | Сертификация  | Продажи    |
| --- | ------------- | ---------- |
| Аргентина (CAPIF) | 6× Платиновый | 360 000^   |
| Европа (IFPI) | Платиновый    | 1 000 000* |
| Финляндия (Musiikkituottajat)                                                                                            | Золотой       | 29,363     |
| Франция (SNEP) | Платиновый    | 300 000*   |
| Испания (PROMUSICAE) | Платиновый    | 100 000^   |
| Швейцария (IFPI Switzerland)                                                                                             | Золотой       | 25 000^    |
| США (RIAA) | Золотой       | 500 000^   |
| Итого |               |            |
| Европа (IFPI) | Платиновый    | 1 000 000* |
| * Данные о продажах приведены только на основе сертификации. ^ Данные о тиражах приведены только на основе сертификации. |               |            |